# Pepephone
Pepephone, cuya razón social es Pepemobile, S.L., es una compañía de servicios de telecomunicaciones de bajo coste, filial del Grupo MásMóvil. Ofrece servicios de telefonía fija, telefonía móvil e internet (fibra y 5G) en España.
Pepephone ha basado su desarrollo comercial en la oferta de productos, servicios y procesos operativos, contrapuestos a las prácticas generales del sector, que generan malestar en los clientes.
Entre sus servicios más destacados, cabe mencionar su política de trato al cliente, la mejora de tarifas automática al que ya es cliente, la devolución automática en caso de reclamación analizando a posteriori el caso o la ausencia de compromisos de permanencia en su oferta, cuando otras compañías todavía no la aplicaban.
En la actualidad, Pepephone comercializa además servicios de Energía a través de su marca Pepeenergy, manteniendo su filosofía de transparencia y cuidado del cliente.

## Historia
Pepephone fue fundada el 27 de noviembre de 2007 como filial del grupo turístico Globalia. Los fundadores fueron Miguel de Lucas (padre de Pepeworld) y de Pablo Lago (ideólogo) (CEO y fundador de UALA).
En 2012 fue adquirida por Javier Hidalgo y el Grupo Atento.
El 19 de febrero de 2014 hace pública la intención de rescindir el contrato que tienen con Vodafone para el uso de su red, pasando a utilizar la infraestructura de Yoigo (con paraguas de Movistar en las zonas dónde no haya cobertura propia), con el fin de ofrecer 4G a sus clientes.
El 20 de mayo de 2014 hace pública la intención de crear una compañía de energía eléctrica llamada Pepeenergy.
El 9 de septiembre de 2014, Pepephone anuncia un acuerdo con Telefónica para usar la red 2G, 3G y 4G de Movistar y la ruptura de preacuerdo que hizo con Yoigo, ante la tardanza de resolución de la CNMC al conflicto surgido entre Yoigo y Movistar, ocasionado porque esta última se negaba a realquilar su red a otras OMV a través de Yoigo.
Pepephone inició la migración de todos sus clientes de la red de Vodafone a la de Movistar en febrero de 2015, con previsión de finalizar el proceso en julio del mismo año.
El 28 de abril de 2016, el grupo de telecomunicaciones Grupo MásMóvil compró el 100% de las acciones de Pepe World, S.L., Pepe Mobile, S.L., Pepe Latam, S.L., Pepe Energy, S.L. y todas sus filiales (conjuntamente “Pepephone”), con un coste de 158 millones de euros.
En verano de 2017 Alberto Galaso sustituyó a Javier Cantó como director general de Pepephone.
En agosto de 2018 duplica la velocidad de su servicio de conexión a Internet por fibra de 100Mb a 200Mb, aplicando la mejora a los ya clientes primero y lanza la compensación de 1GB/día en el móvil en caso de incidencia en fibra o ADSL.
En enero de 2019 elimina los compromisos de permanencia en fibra y ADSL, convirtiéndose en el primer operador en España en hacerlo.
El 2 de febrero de 2019, Pepephone lanza su eSIM o tarjeta SIM virtual, disponible para todos los clientes con teléfonos inteligentes compatibles con esta tecnología, desarrollada para sustituir las tarjetas SIM físicas.
En febrero de 2019, la Organización de Consumidores y Usuarios (OCU) publica los resultados de operadores mejor valorados por los clientes, en los que nuevamente Pepephone sale posicionado como líder de satisfacción móvil y ADSL, y segundo operador mejor valorado en fibra.
En mayo de 2019, lanza el primer producto convergente teleco - energía a través de Pepeenergy.
En noviembre de 2019, anuncia que había llegado a la cifra del millón de clientes.

## Cobertura
En 2022, la cobertura móvil total del Grupo MásMóvil, al que pertenece Pepephone, alcanzaba al 98,5% de la población española. y, en 2021, disponía de cobertura de fibra de 26 millones de hogares en España.